# Meravella tricolor
La Meravella tricolor (Ipomoea tricolor) és una espècie usada com planta ornamental dins el gènere Ipomoea originària de la zona tropical del Nou Món. S'ha naturalitzat a molts altres llocs. És una liana herbàcia anual o perenne que fa de 2 a 4 m d'alt. Les fulles es disposen en espiral i fan, 3–7 cm de llargada amb un pecíol d'1,5–6 cm de llargada. Les flors tenen forma de trompeta de 4–9 cm de diàmetre, normalment blaves amb un centre de color blanc a daurat.
Una espècie molt semblant és Ipomoea violacea.
S'han creat nombrosos cultivars amb diferents colors de les flors com són: Blue Star, Flying Saucers, Heavenly Blue, Heavenly Blue Improved, Pearly Gates, Rainbow Flash, Skylark, Summer Skies i Wedding Bells.

## Composició
Les llavors, tiges i fulles contenen l'alcaloide ergolina i els indígenes americans tradicionalment l'usaven com enteogen (al·lucinogen).